# Ćuprija
Ćuprija (serbo: Ћуприја) è una città e una municipalità del distretto di Pomoravlje nella parte centro-orientale della Serbia centrale.

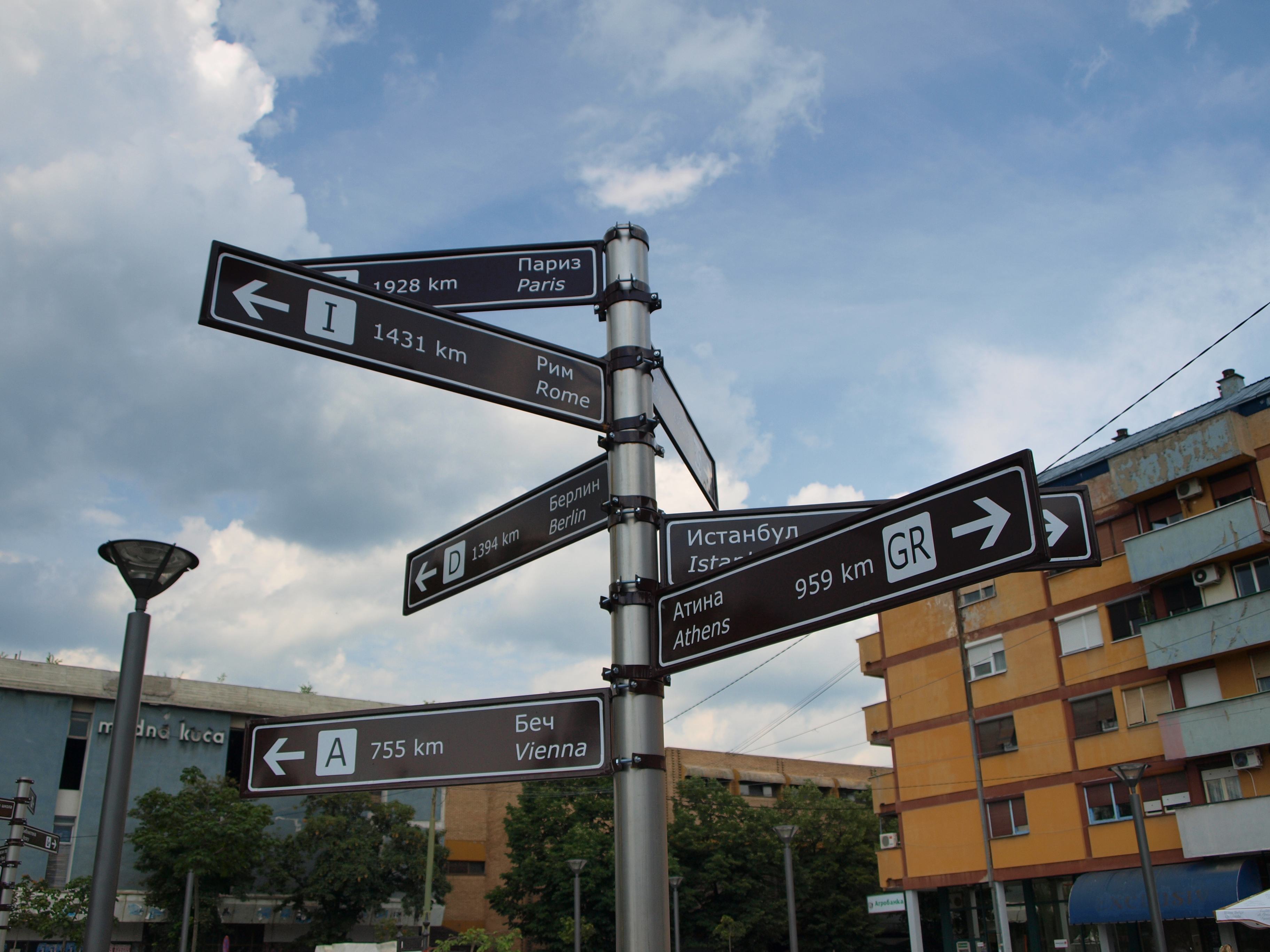
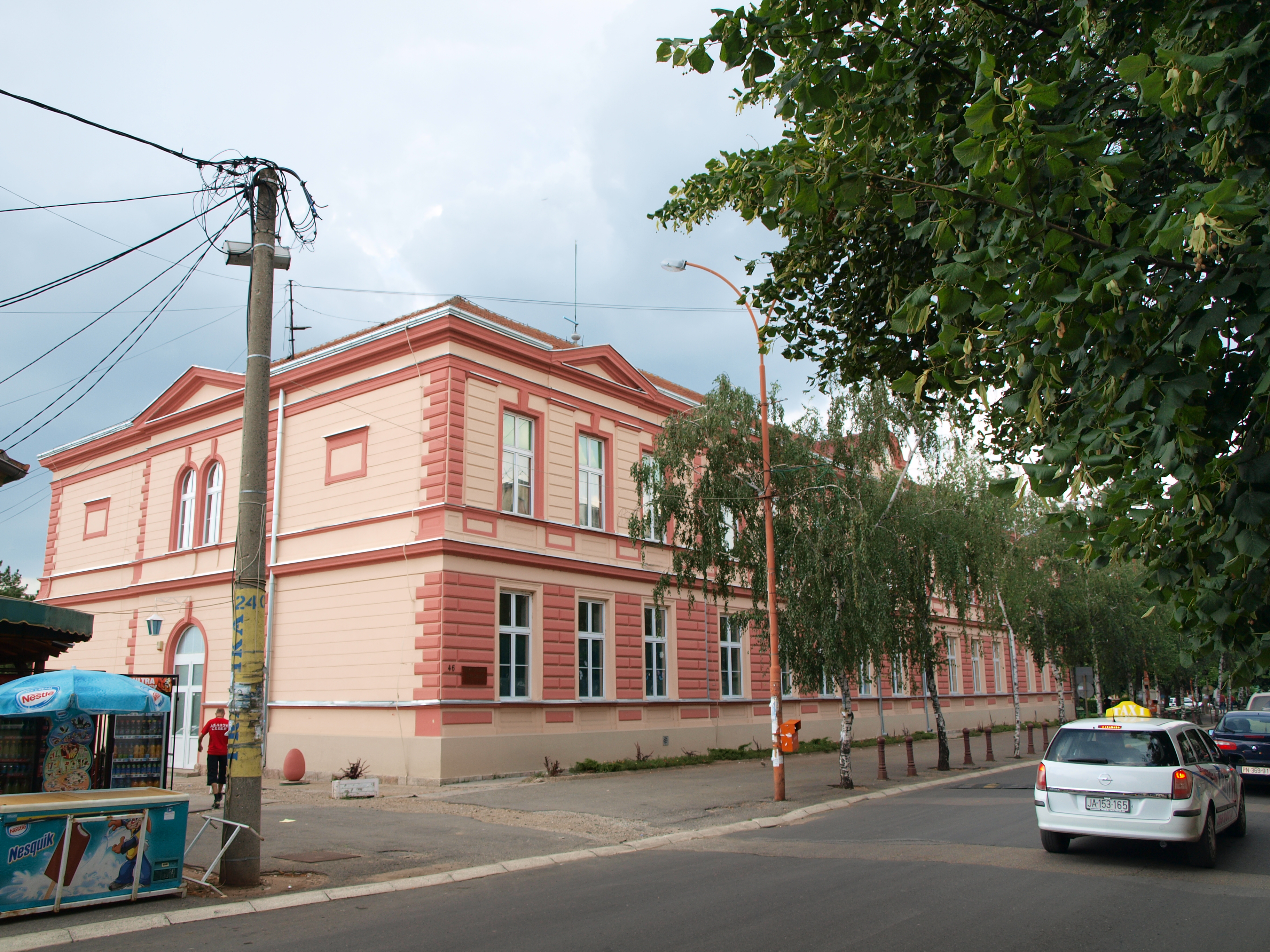
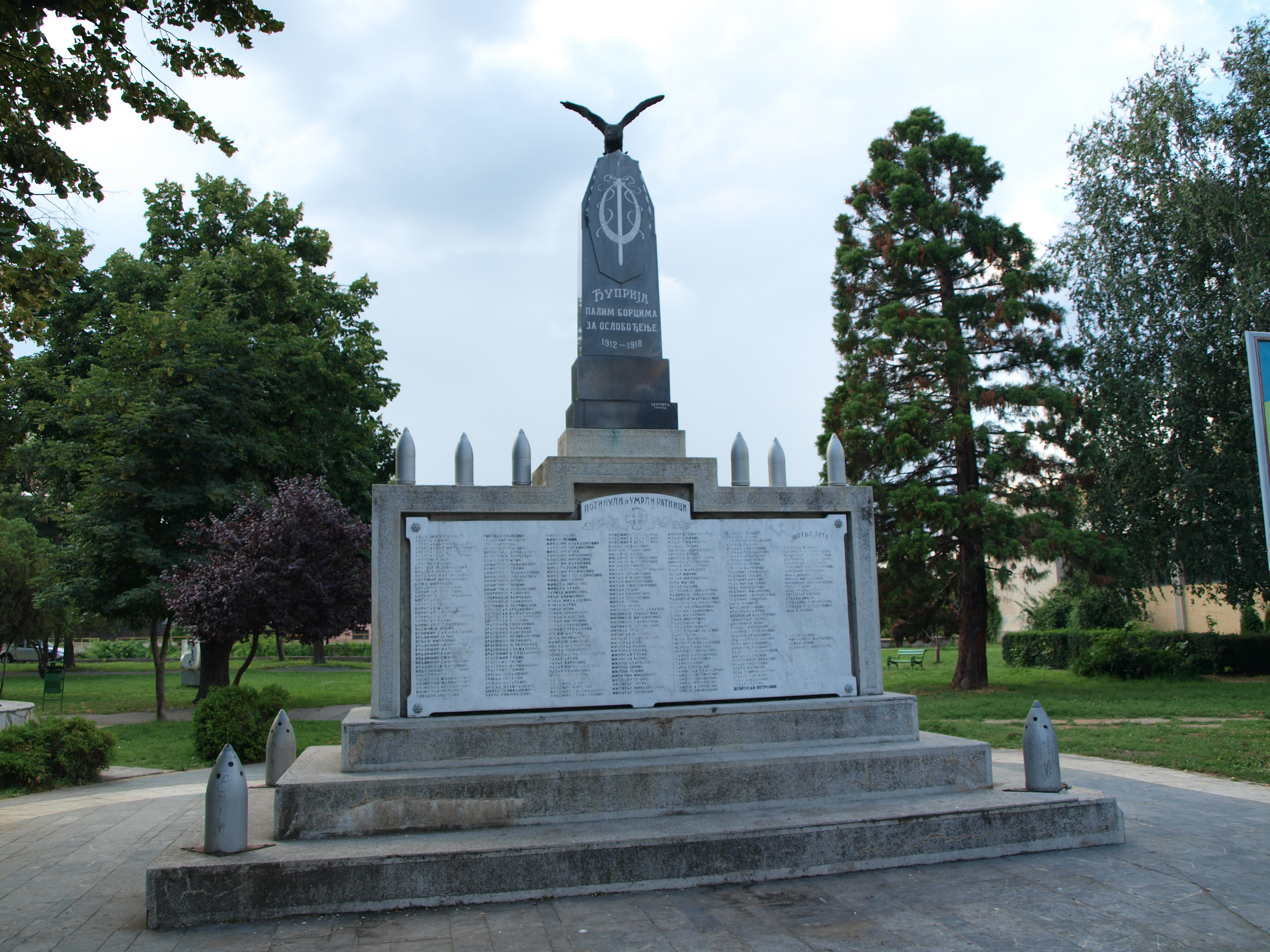